# 阿勒特 (北卡羅萊納州)
阿勒特（英語：Alert）是位於美國北卡羅萊納州富蘭克林縣的非建制地區。

## 歷史
阿勒特的郵局於1879年設立，其後於1939年停運。

## 地理
阿勒特所處的海拔為高於海平面121米（即397英呎），而該地所採用的時區為UTC-5，即北美东部时区（EST）。同時該地設有夏令時間，為UTC-5調快一小時，即UTC-4（EDT）。